# Malegoude
Malegoude (Malagoda en occitan languedocien) est une commune française, située dans le nord-est du département de l'Ariège en région Occitanie. Sur le plan historique et culturel, la commune fait partie du pays d'Olmes, haut lieu de la tragédie cathare alliant des paysages d'une extrême diversité.
Exposée à un climat océanique altéré, elle est drainée par le ruisseau de Malgoude et par divers autres petits cours d'eau. La commune possède un patrimoine naturel remarquable composé de deux zones naturelles d'intérêt écologique, faunistique et floristique.
Malegoude est une commune rurale qui compte 37 habitants en 2022, après avoir connu un pic de population de 130 habitants en 1793. Ses habitants sont appelés les Malegoudiens ou Malegoudiennes.

## Géographie

### Localisation
La commune de Malegoude se trouve dans le département de l'Ariège, en région Occitanie.
Elle se situe à 32 km à vol d'oiseau de Foix, préfecture du département, à 27 km de Pamiers, sous-préfecture, et à 6 km de Mirepoix, bureau centralisateur du canton de Mirepoix dont dépend la commune depuis 2015 pour les élections départementales.
La commune fait en outre partie du bassin de vie de Mirepoix.
Les communes les plus proches sont : 
Saint-Gaudéric (1,9 km), Sainte-Foi (2,7 km), Cazals-des-Baylès (2,9 km), Seignalens (3,0 km), Moulin-Neuf (4,3 km), Plavilla (4,3 km), Roumengoux (4,6 km), Lignairolles (4,8 km).
Sur le plan historique et culturel, Malegoude fait partie du pays d'Olmes, haut lieu de la tragédie cathare alliant des paysages d'une extrême diversité.
Malegoude est limitrophe de cinq autres communes dont deux dans le département de l'Aude.
Les communes limitrophes sont  Cazals-des-Baylès, Mirepoix, Saint-Gaudéric, Sainte-Foi et Seignalens.
| Sainte-Foi |                   | Saint-Gaudéric (Aude) |
| Mirepoix   | Malegoude         |                       |
|            | Cazals-des-Baylès | Seignalens (Aude)     |

Commune du piémont pyrénéen située dans la Piège en Pays des Pyrénées cathares. C'est une commune limitrophe avec le département de l'Aude.

### Géologie et relief
La commune est située dans le Bassin aquitain, le deuxième plus grand bassin sédimentaire de la France après le Bassin parisien. Les terrains affleurants sur le territoire communal sont constitués de roches sédimentaires datant du Cénozoïque, l'ère géologique la plus récente sur l'échelle des temps géologiques, débutant il y a 66 millions d'années. La structure détaillée des couches affleurantes est décrite dans la feuille « n°1058 - Mirepoix » de la carte géologique harmonisée au 1/50 000ème du département de l'Ariège, et sa notice associée.
La superficie cadastrale de la commune publiée par l’Insee, qui sert de références dans toutes les statistiques, est de 6,14 km2,. La superficie géographique, issue de la BD Topo, composante du Référentiel à grande échelle produit par l'IGN, est quant à elle de 6,19 km2.  L'altitude du territoire varie entre 315 m et 425 m.

### Hydrographie

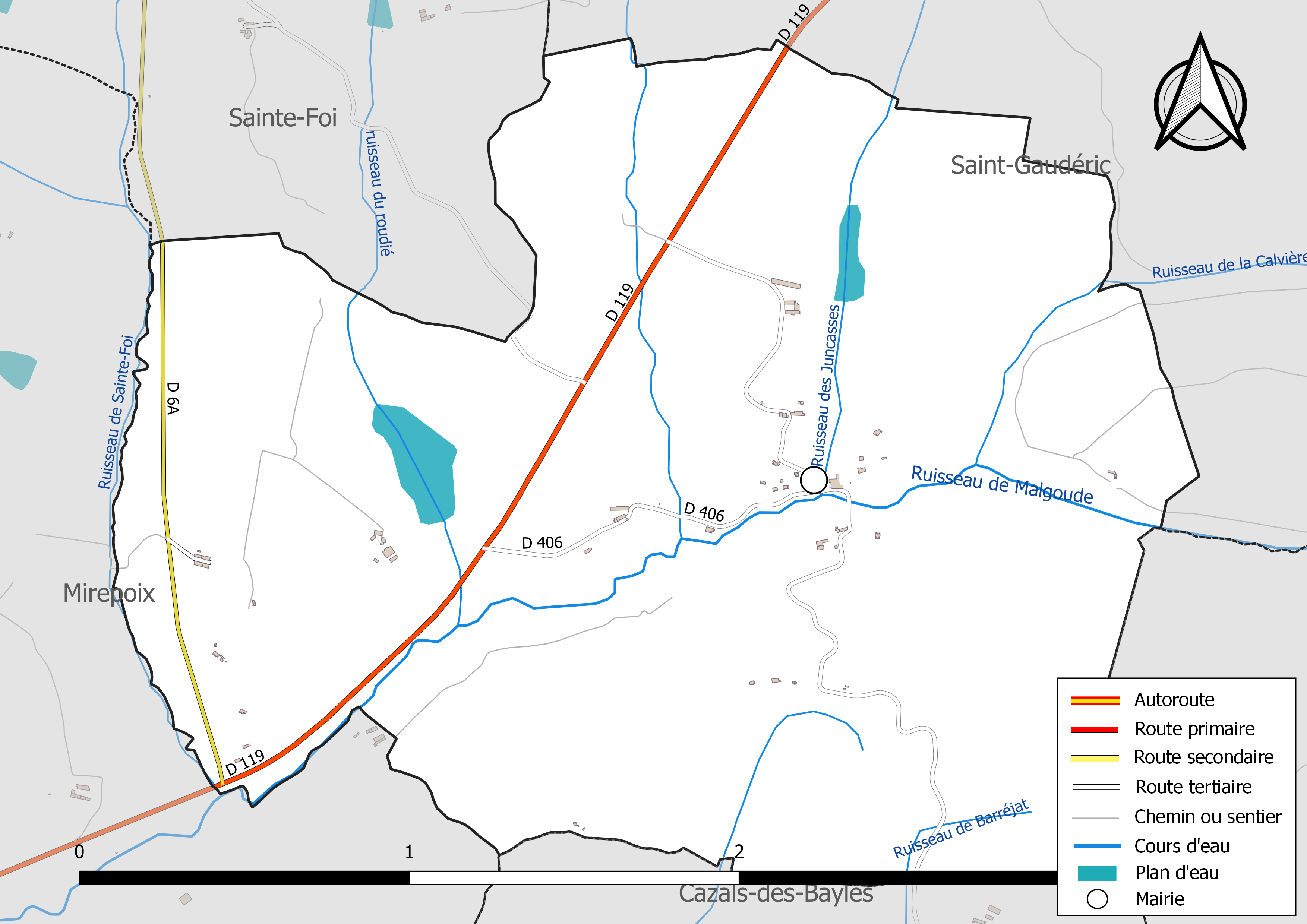
Réseaux hydrographique et routier de Malegoude.

La commune est dans le bassin versant de la Garonne, au sein du bassin hydrographique Adour-Garonne. Elle est drainée par le ruisseau de Malgoude, le ruisseau de Barréjat, le ruisseau de la Calvière, le ruisseau de Sainte-Foi, le ruisseau des Juncasses, le ruisseau du roudié et par deux petits cours d'eau, constituant un réseau hydrographique de 9 km de longueur totale,.

### Climat
Pour des articles plus généraux, voir Climat de l'Occitanie et Climat de l'Ariège.
En 2010, le climat de la commune est de type climat océanique altéré, selon une étude s'appuyant sur une série de données couvrant la période 1971-2000. En 2020, Météo-France publie une typologie des climats de la France métropolitaine dans laquelle la commune est dans une zone de transition entre le climat océanique altéré et le climat de montagne et est dans la région climatique Pyrénées orientales, caractérisée par une faible pluviométrie, un très bon ensoleillement (2 600 h/an), un air sec, particulièrement en hiver et peu de brouillards.
Pour la période 1971-2000, la température annuelle moyenne est de 12,6 °C, avec une amplitude thermique annuelle de 15,8 °C. Le cumul annuel moyen de précipitations est de 869 mm, avec 10,3 jours de précipitations en janvier et 5,8 jours en juillet. Pour la période 1991-2020, la température moyenne annuelle observée sur la station météorologique la plus proche, située sur la commune de Fanjeaux à 11 km à vol d'oiseau, est de 14,3 °C et le cumul annuel moyen de précipitations est de 625,0 mm,. Pour l'avenir, les paramètres climatiques de la commune estimés pour 2050 selon différents scénarios d'émission de gaz à effet de serre sont consultables sur un site dédié publié par Météo-France en novembre 2022.

### Milieux naturels et biodiversité
L’inventaire des zones naturelles d'intérêt écologique, faunistique et floristique (ZNIEFF) a pour objectif de réaliser une couverture des zones les plus intéressantes sur le plan écologique, essentiellement dans la perspective d’améliorer la connaissance du patrimoine naturel national et de fournir aux différents décideurs un outil d’aide à la prise en compte de l’environnement dans l’aménagement du territoire.
Une ZNIEFF de type 1 est recensée sur la commune :
les « coteaux du Nord-Mirapicien » (1 893 ha), couvrant 8 communes dont 4 dans l'Ariège et 4 dans l'Aude et une ZNIEFF de type 2, : 
l'« ensemble de coteaux au nord du Pays de Mirepoix » (9 691 ha), couvrant 17 communes dont 10 dans l'Ariège et 7 dans l'Aude.

Carte des ZNIEFF de type 1 et 2 à Malegoude.
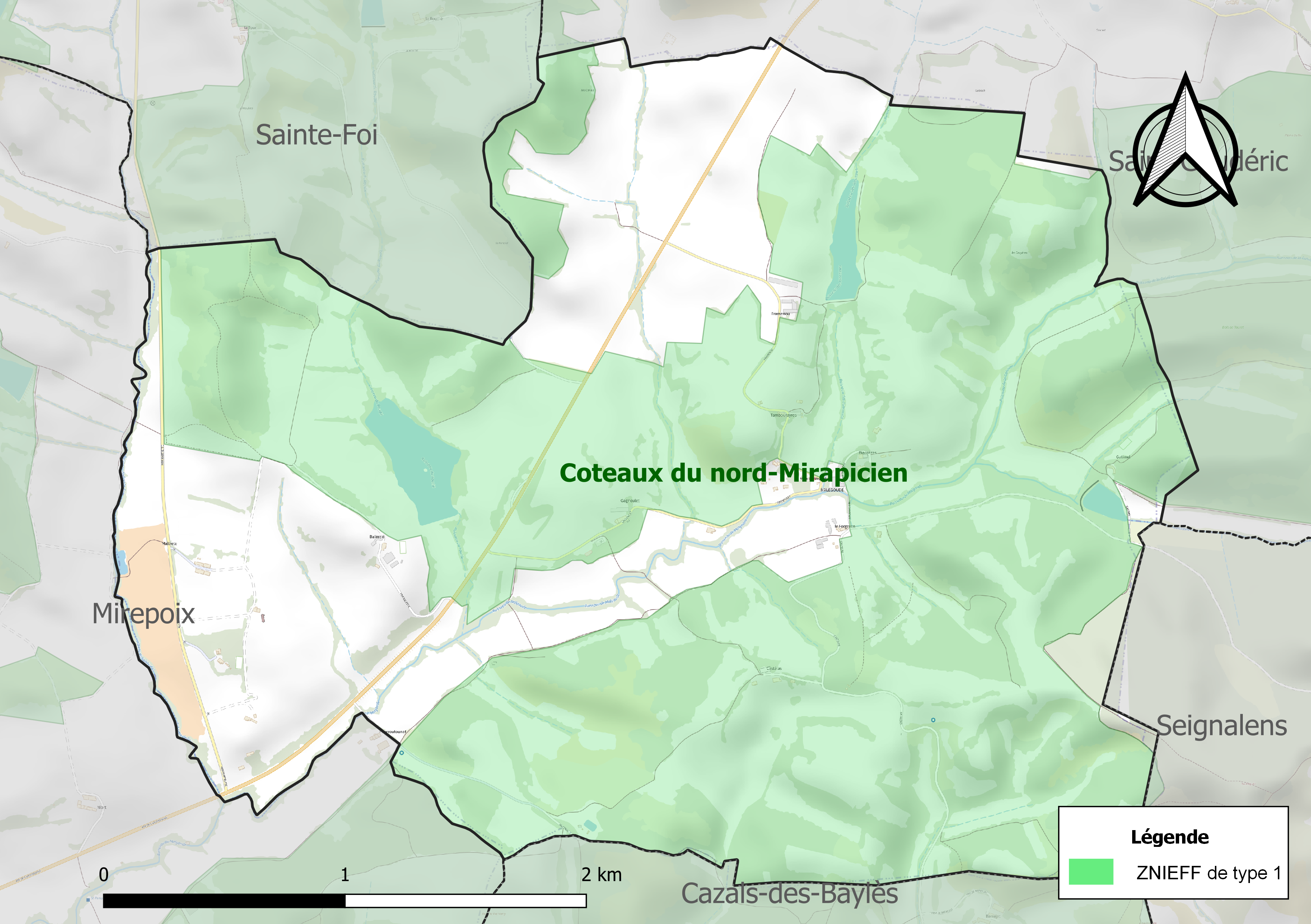
Carte de la ZNIEFF de type 1 sur la commune.
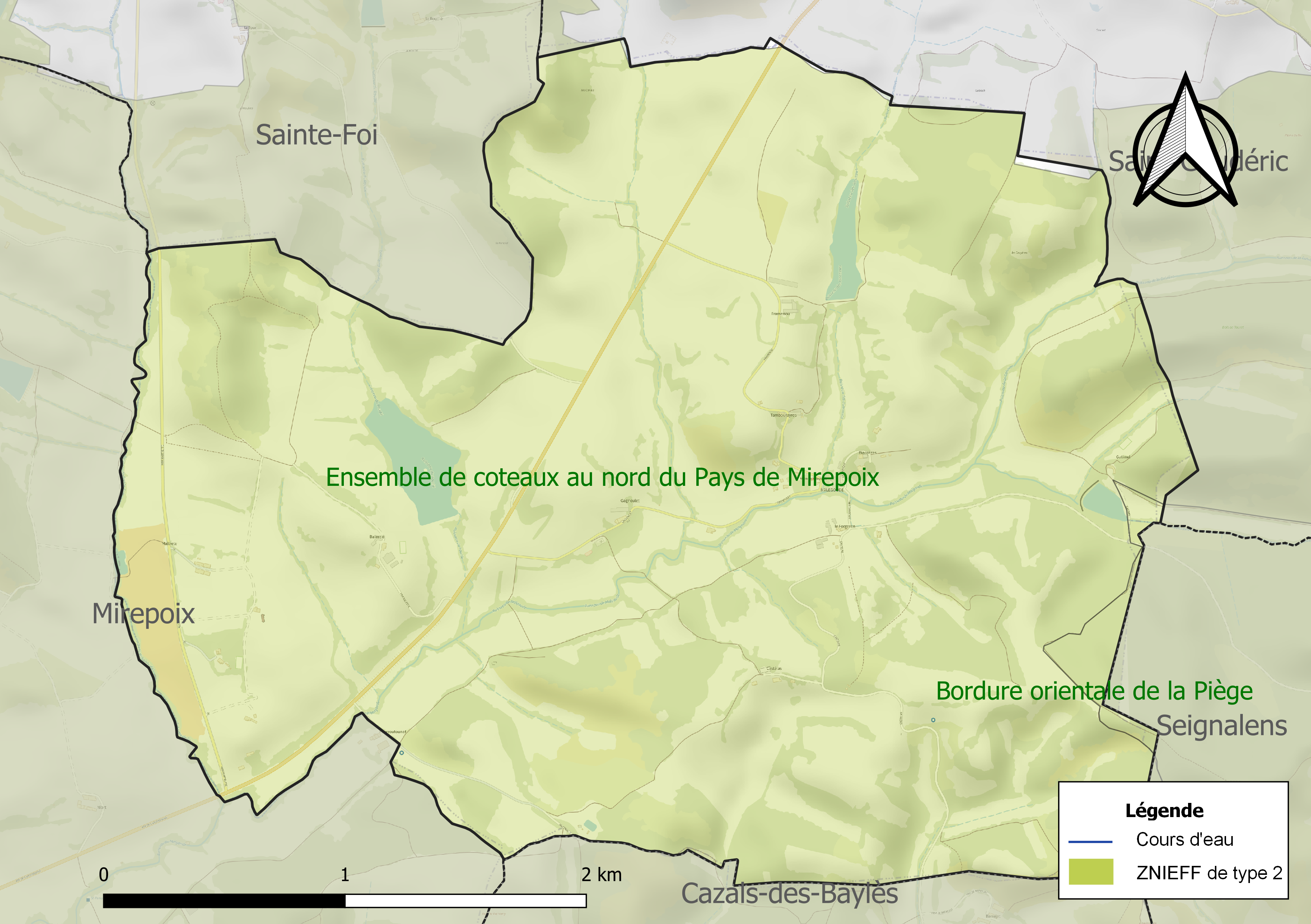
Carte de la ZNIEFF de type 2 sur la commune.

## Urbanisme

### Typologie
Au 1er janvier 2024, Malegoude est catégorisée commune rurale à habitat très dispersé, selon la nouvelle grille communale de densité à 7 niveaux définie par l'Insee en 2022.
Elle est située hors unité urbaine et hors attraction des villes,.

### Occupation des sols
L'occupation des sols de la commune, telle qu'elle ressort de la base de données européenne d’occupation biophysique des sols Corine Land Cover (CLC), est marquée par l'importance des territoires agricoles (65,2 % en 2018), en diminution par rapport à 1990 (77,9 %). La répartition détaillée en 2018 est la suivante : 
zones agricoles hétérogènes (64,9 %), milieux à végétation arbustive et/ou herbacée (20,1 %), forêts (14,7 %), prairies (0,3 %). L'évolution de l’occupation des sols de la commune et de ses infrastructures peut être observée sur les différentes représentations cartographiques du territoire : la carte de Cassini (XVIIIe siècle), la carte d'état-major (1820-1866) et les cartes ou photos aériennes de l'IGN pour la période actuelle (1950 à aujourd'hui).

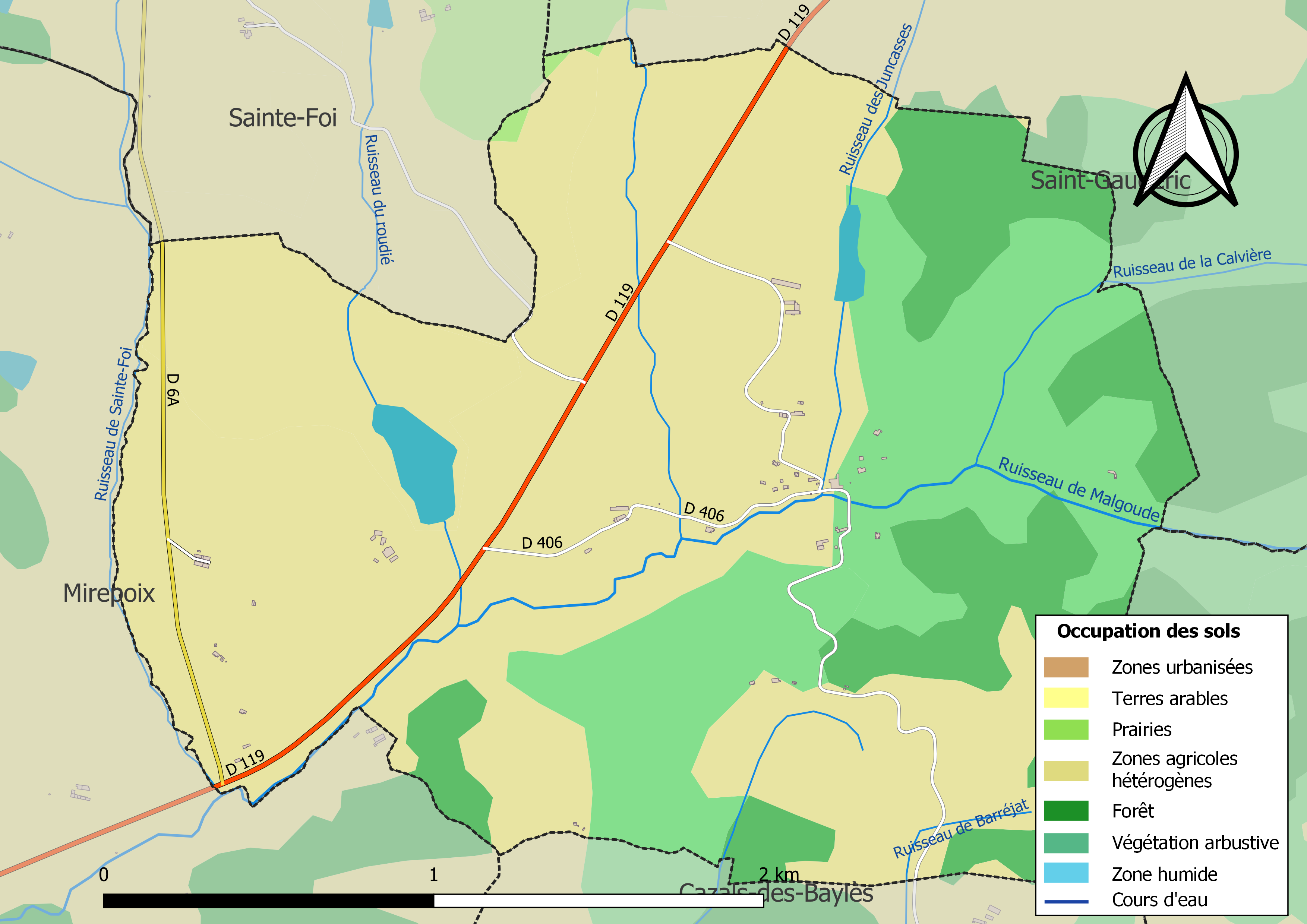
Carte des infrastructures et de l'occupation des sols de la commune en 2018 (CLC).

### Hameaux
Biarnésés, Gagnolet, Tambourayrès, Très-Cantous…

### Habitat et logement
En 2018, le nombre total de logements dans la commune était de 27, alors qu'il était de 24 en 2013 et de 27 en 2008.
Parmi ces logements, 70,4 % étaient des résidences principales, 22,2 % des résidences secondaires et 7,4 % des logements vacants. Ces logements étaient pour 100 % d'entre eux des maisons individuelles et pour 0 % des appartements.
Le tableau ci-dessous présente la typologie des logements à Malegoude en 2018 en comparaison avec celle de l'Ariège et de la France entière. Une caractéristique marquante du parc de logements est ainsi une proportion de résidences secondaires et logements occasionnels (22,2 %) inférieure à celle du département (24,6 %) mais supérieure à celle de la France entière (9,7 %). Concernant le statut d'occupation de ces logements, 73,7 % des habitants de la commune sont propriétaires de leur logement (82,4 % en 2013), contre 66,3 % pour l'Ariège et 57,5 % pour la France entière.
| Typologie                                               | Malegoude | Ariège | France entière |
| ------------------------------------------------------- | --------- | ------ | -------------- |
| Résidences principales (en %)                           | 70,4      | 65,7   | 82,1           |
| Résidences secondaires et logements occasionnels (en %) | 22,2      | 24,6   | 9,7            |
| Logements vacants (en %)                                | 7,4       | 9,7    | 8,2            |

### Voies de communication et transports
Accès avec les routes départementales D 119  et D 6A et sur le GR7.

### Risques majeurs
Le territoire de la commune de Malegoude est vulnérable à différents aléas naturels : inondations, climatiques (grand froid ou canicule), feux de forêts, mouvements de terrains et séisme (sismicité faible). Il est également exposé à un risque technologique,  le transport de matières dangereuses,.

#### Risques naturels

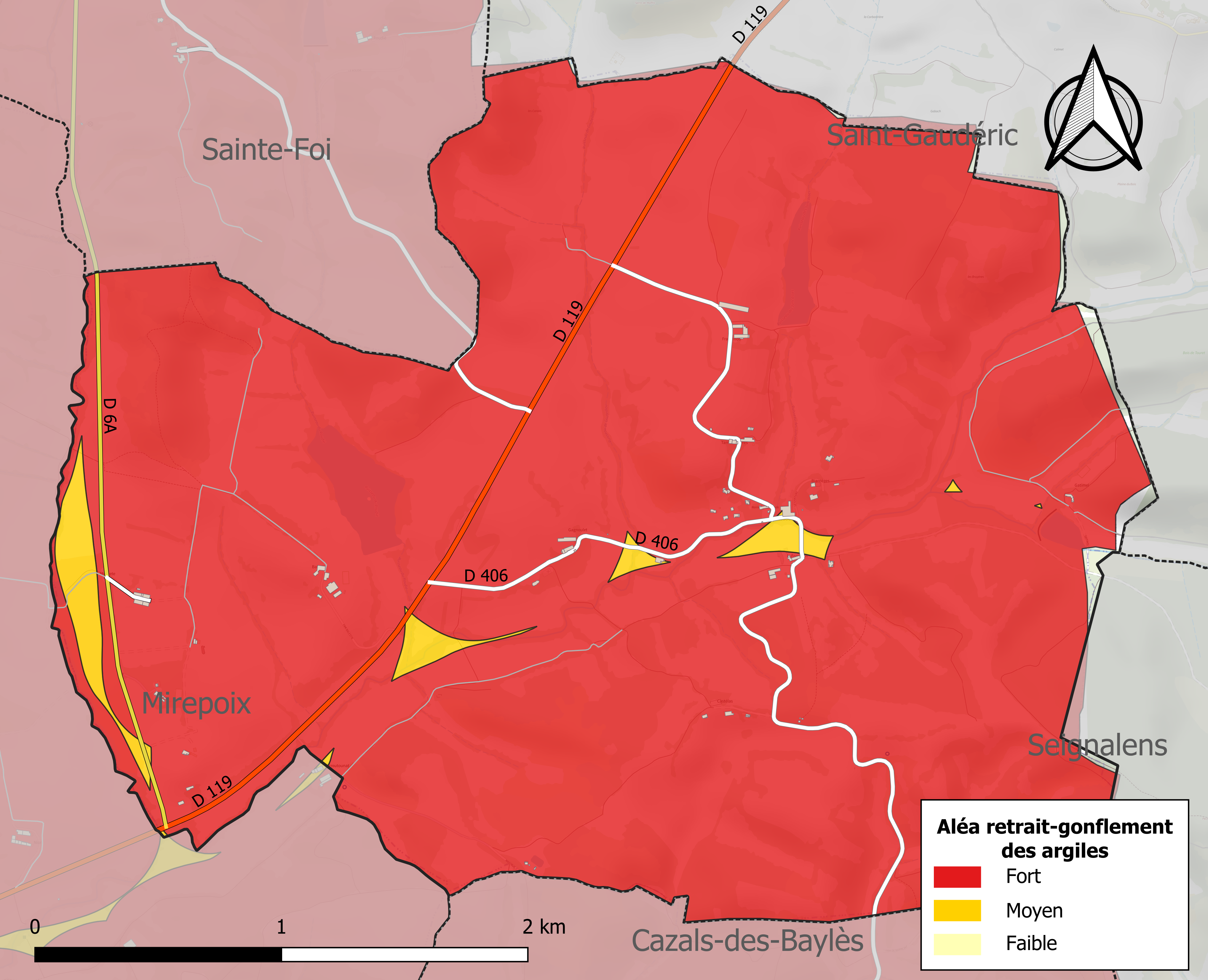
Zonage de l'aléa retrait-gonflement des argiles sur la commune de Malegoude.

Certaines parties du territoire communal sont susceptibles d’être affectées par le risque d’inondation par débordement, crue torrentielle d'un cours d'eau, ou ruissellement d'un versant.
Les mouvements de terrains susceptibles de se produire sur la commune sont soit des glissements de terrains soit des mouvements liés au retrait-gonflement des argiles. Près de 50 % de la superficie du département est concernée par l'aléa retrait-gonflement des argiles, dont la commune de Malegoude. L'inventaire national des cavités souterraines permet par ailleurs de localiser celles situées sur la commune.

#### Risques technologiques
Le risque de transport de matières dangereuses par une infrastructure routière ou ferroviaire ou par une canalisation de transport de gaz concerne la commune. Un accident se produisant sur une telle infrastructure est en effet susceptible d’avoir des effets graves au bâti ou aux personnes jusqu’à 350 m, selon la nature du matériau transporté. Des dispositions d’urbanisme peuvent être préconisées en conséquence.

## Histoire
La plus ancienne mention connue de Malegoude provient d'une charte de 1207, délimitant la seigneurie de Mirepoix. On y évoque alors la force de Malegoude ; quelques années plus tard, Arnaud Roger de Mirepoix reconnait y être passé : « Un jour, alors que j'étais à la force de Malegoude… » C'est sans doute un petit site fortifié dont on ne connait pas la surface.
Après la défaite des seigneurs occitans proches du catharisme, leurs terres sont données aux vainqueurs venus du nord. Malegoude est remise au bras droit de Simon de Montfort, Gui de Lévis et entre ainsi dans ce qui deviendra la terre du Maréchal.
En 1391, Roger-Bernard Ier de Lévis est contraint en raison de dettes impayées de céder Malegoude à l'abbaye de Boulbonne.
Après les guerres de Religion, le seigneur de Lévis cède la ville et tout le lieu de Malegoude, avec les bâtiments et dépendances ainsi que le droit de pratiquer la haute et basse justice ; il ne se réserve que le quart des revenus provenant de la justice et la moitié de ceux liés aux biens cédés.
Un plan parcellaire du XVIIIe siècle indique une « métairie du château de Malegoude » au lieu-dit Castélas, de 129 seterées, ce qui équivaut à un peu plus de 16 hectares. Le document précise également que les moines possédaient une forge, située au sud-est de la métairie.
Malegoude reste dans la dépendance de l'abbaye de Boulbonne jusqu'à la Révolution.

## Politique et administration

### Découpage territorial
La commune de Malegoude est membre de la communauté de communes du Pays de Mirepoix, un établissement public de coopération intercommunale (EPCI) à fiscalité propre créé le 31 décembre 2013 dont le siège est à Mirepoix. Ce dernier est par ailleurs membre d'autres groupements intercommunaux.
Sur le plan administratif, elle est rattachée à l'arrondissement de Pamiers, au département de l'Ariège, en tant que circonscription administrative de l'État, et à la région Occitanie.
Sur le plan électoral, elle dépend du canton de Mirepoix pour l'élection des conseillers départementaux, depuis le redécoupage cantonal de 2014 entré en vigueur en 2015, et de la deuxième circonscription de l'Ariège  pour les élections législatives, depuis le redécoupage électoral de 1986.

### Administration municipale
Le nombre d'habitants au recensement de 2011 étant compris entre 0 et 99, le nombre de membres du conseil municipal pour l'élection de 2014 est de sept,.

### Liste des maires
| Période                                  | Période  | Identité            | Étiquette | Qualité   |
| ---------------------------------------- | -------- | ------------------- | --------- | --------- |
| mars 2001                                | 2014     | Jean-François Lopez |           |           |
| mars 2014                                | En cours | Marie-Thérèse Lopez | SE        | Retraitée |
| Les données manquantes sont à compléter. |          |                     |           |           |

## Population et société

### Démographie
| 1793 | 1800 | 1806 | 1821 | 1831 | 1836 | 1841 | 1846 | 1851 |
| ---- | ---- | ---- | ---- | ---- | ---- | ---- | ---- | ---- |
| 130  | 121  | 106  | 94   | 115  | 112  | 106  | 90   | 113  |

| 1856 | 1861 | 1866 | 1872 | 1876 | 1881 | 1886 | 1891 | 1896 |
| ---- | ---- | ---- | ---- | ---- | ---- | ---- | ---- | ---- |
| 109  | 97   | 96   | 89   | 81   | 102  | 98   | 84   | 87   |

| 1901 | 1906 | 1911 | 1921 | 1926 | 1931 | 1936 | 1946 | 1954 |
| ---- | ---- | ---- | ---- | ---- | ---- | ---- | ---- | ---- |
| 71   | 70   | 62   | 68   | 65   | 55   | 71   | 40   | 43   |

| 1962 | 1968 | 1975 | 1982 | 1990 | 1999 | 2006 | 2011 | 2016 |
| ---- | ---- | ---- | ---- | ---- | ---- | ---- | ---- | ---- |
| 32   | 49   | 52   | 49   | 66   | 66   | 60   | 42   | 46   |

| 2021 | 2022 | - | - | - | - | - | - | - |
| ---- | ---- | - | - | - | - | - | - | - |
| 40   | 37   | - | - | - | - | - | - | - |

| selon la population municipale des années : | 1968 | 1975 | 1982 | 1990 | 1999 | 2006 | 2009 | 2013 |
| Rang de la commune dans le département      | 293  | 258  | 252  | 259  | 243  | 272  | 275  | 294  |
| Nombre de communes du département           | 340  | 328  | 330  | 332  | 332  | 332  | 332  | 332  |

### Enseignement
Malegoude fait partie de l'académie de Toulouse.
L'éducation est assurée sur la commune voisine de Mirepoix jusqu'au lycée.

### Culture et festivités
La commune possède une salle des fêtes et un comité des fêtes.

### Activités sportives
Le sentier de grande randonnée 7 (sentier européen E4) passe par Malegoude dans l'étape de Mazamet à Mirepoix.

### Écologie et recyclage
La collecte et le traitement des déchets des ménages et des déchets assimilés ainsi que la protection et la mise en valeur de l'environnement se font dans le cadre de la communauté de communes du Pays de Mirepoix.
Une déchetterie intercommunale existe depuis janvier 2002 sur la commune de Mirepoix.

## Économie

### Emploi
| Division       | 2008  | 2013   | 2018   |
| -------------- | ----- | ------ | ------ |
| Commune        | 5,4 % | 15,6 % | 10,7 % |
| Département    | 8,9 % | 11,1 % | 11,2 % |
| France entière | 8,3 % | 10 %   | 10 %   |

En 2018, la population âgée de 15 à 64 ans s'élève à 28 personnes, parmi lesquelles on compte 78,6 % d'actifs (67,9 % ayant un emploi et 10,7 % de chômeurs) et 21,4 % d'inactifs,. En  2018, le taux de chômage communal (au sens du recensement) des 15-64 ans est inférieur à celui du département, mais supérieur à celui de la France, alors qu'en 2008 il était inférieur à celui de la France.
La commune est hors attraction des villes,. Elle compte 18 emplois en 2018, contre 15 en 2013 et 16 en 2008. Le nombre d'actifs ayant un emploi résidant dans la commune est de 19, soit un indicateur de concentration d'emploi de 94,2 % et un taux d'activité parmi les 15 ans ou plus de 61,1 %.
Sur ces 19 actifs de 15 ans ou plus ayant un emploi, 8 travaillent dans la commune, soit 42 % des habitants. Pour se rendre au travail, 68,4 % des habitants utilisent un véhicule personnel ou de fonction à quatre roues, 10,5 % s'y rendent en deux-roues, à vélo ou à pied et 21,1 % n'ont pas besoin de transport (travail au domicile).

### Activités hors agriculture
6 établissements sont implantés  à Malegoude au 31 décembre 2019.
Le secteur du commerce de gros et de détail, des transports, de l'hébergement et de la restauration est prépondérant sur la commune puisqu'il représente 50 % du nombre total d'établissements de la commune (3 sur les 6 entreprises implantées  à Malegoude), contre 27,5 % au niveau départemental.
Les entreprises ayant leur siège social sur le territoire communal qui génèrent le plus de chiffre d'affaires en 2020 sont : 
- SARL Pyrene Automation, fabrication de machines agricoles et forestières (883 k€)

L'entreprise Pyrène Automation créée en 2000 est spécialisée dans la fabrication de chariots automatisés pour le maraîchage et l'horticulture serricole.
La commune abrite une auberge sur le GR7.
La commune fait partie de la zone de production viticole du Pays-cathare (IGP).

### Agriculture
|                                   | 1988 | 2000 | 2010 |
| --------------------------------- | ---- | ---- | ---- |
| Exploitations                     | 7    | 5    | 5    |
| Superficie agricole utilisée (ha) | 605  | 515  | 502  |

La commune fait partie de la petite région agricole dénommée « Coteaux de l'Ariège ». En 2010, l'orientation technico-économique de l'agriculture  sur la commune est la production de céréales et oléoprotéagineux. Cinq exploitations agricoles ayant leur siège dans la commune sont dénombrées lors du recensement agricole de 2010 (sept en 1988). La superficie agricole utilisée est de 502 ha.

## Culture locale et patrimoine

### Lieux et bâtiments

#### L'églisede laNativité-de-la-Vierge-Marie

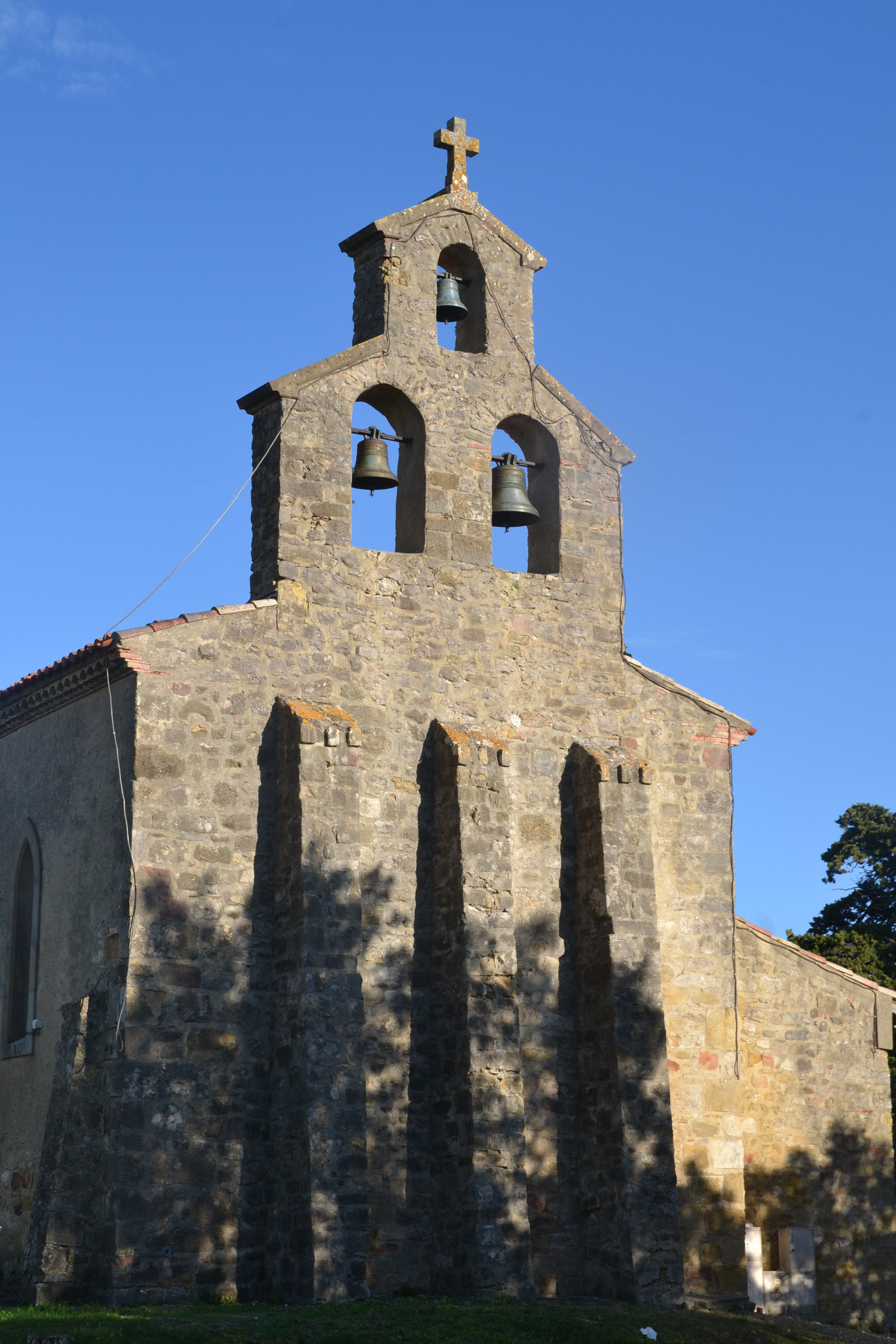
Le clocher de l'église.

Elle apparaît en 1318 dans les pouillés de Mirepoix, son architecture révèle plusieurs campagnes de travaux.
Le chevet est sans doute roman (XIe siècle-XIIe siècle), de forme semi-circulaire, il est plus étroit que la nef et est voûté en cul-de-four. Les moellons qui le composent, grossièrement taillés, sont disposés en assises régulières.
Les trous visibles - dits boulins - recevaient les extrémités de poutres horizontales lancées sur la largeur du bâtiment, qui soutenaient les planches de l'échafaudage et le solidarisaient avec la construction en cours. Sur la face sud du chevet, une très petite fenêtre actuellement murée pourrait relever de cette période ; la travée de chœur peut aussi être romane en dehors des ouvertures.
La date de 1546 gravée sur une pierre du mur sud de la travée de chœur peut correspondre à une rénovation. Les fenêtres en arc brisé ou rondes (oculi), la nef et le clocher-mur à trois baies, étayé de contreforts, datent des travaux du XIXe siècle.

### Héraldique
| Blason de Malegoude | Blason  | De gueules mantelé d'azur.                       |
| Blason de Malegoude | Détails | Le statut officiel du blason reste à déterminer. |

## Pour approfondir